# Pristimantis imitatrix
Pristimantis imitatrix är en groddjursart som först beskrevs av William Edward Duellman 1978.  Pristimantis imitatrix ingår i släktet Pristimantis och familjen Strabomantidae. IUCN kategoriserar arten globalt som livskraftig. Inga underarter finns listade i Catalogue of Life.